# 多湖輝のラジオ頭の体操
多湖輝のラジオ頭の体操（たごあきらのラジオあたまのたいそう）はニッポン放送制作、NRN系列（大阪地区を除く）他で、1998年9月まで放送したラジオ番組。クロスタニン提供。

## 概要
ニッポン放送は平日帯 昼ワイド番組『高田文夫のラジオビバリー昼ズ』のコーナー番組（12時台）として放送。当番組は生放送（多湖の出演箇所は録音）だった。
多湖輝の著書『頭の体操』シリーズを基とした問題を多湖が自ら出題。高田文夫ら、ビバリー昼ズのレギュラー出演者が解答、多湖が正解発表と解説を行うという内容。ビバリー昼ズのゲストが稀に同枠に出演することがあった（1995年1月16日出演の大滝詠一）。ネット局は平日朝に放送した。
クロスタニン提供枠は『梶みきおの昼休み天国』は『多湖輝の子育てQ&A』、『圓蔵・まみのお昼だヨイショ!』は『多湖輝の幸福（）ゼミナール』の番組タイトルだった。
近畿地方ではMBSラジオで放送したが、ニッポン放送からのネット受けを途中で打ち切った。その後は企画ネット番組として、『諸口あきらのイブニングレーダー』内のコーナー　2WAY（トゥーウェイ）ストリートをクロスタニンが提供した。
後番組は『北野大の聴いてマル得ゼミナール』。開始から数年間はABCラジオへネット。こちらも番組途中で打ち切りとなった。

## ネット局
前述の通り、大阪地区はMBSラジオがCMのみネット。JRN系列のHBCラジオ、CBCラジオ、・RKBラジオ、RBCラジオなどがネットした。